# Josef Ferdin
 Josef Ferdin  (* 19. September 1871 in Sankt Agatha, Oberösterreich; † 11. November 1957 in Wien) war ein österreichischer Landespolitiker.

## Leben
Da Ferdin aus einer kinderreichen Familie eines Huf- und Wagenschmiedes stammte, musste er frühzeitig das Elternhaus verlassen und fand Arbeit in der Bergschmiede auf dem Hallstätter Salzberg. Bald trat er der Katholischen Arbeiterbewegung bei und wurde im Jahre 1919 als Vertreter der Salinen- und Salzarbeiter für die Christlichsoziale Partei in den oberösterreichischen Landtag gewählt. Er war auch Mitglied des Gemeinderates von Bad Ischl. Im Landtag blieb er bis 1934. Im Jahre 1938 wurde der ehemalige Abgeordnete vorübergehend in Haft genommen.